# Drachenfluss-Werft
Die Drachenfluss-Werft oder Longjiang-Werft (chinesisch 龍江船廠 / 龙江船厂, Pinyin Lóngjiāng chuánchǎng, englisch Dragon River Shipyard/Longjiang Shipyard) in der Stadt Nanjing der chinesischen Provinz Jiangsu, war in der ersten Hälfte des 15. Jahrhunderts in der Zeit der Ming-Dynastie eine bedeutende Werft am Fluss Yangzi.
Die Stätte der Drachenfluss-Werft (Longjiang chuanchang yizhi) steht seit 2006 auf der Liste der Denkmäler der Volksrepublik China (6-81).